# Harry Hervey
Pour les articles homonymes, voir Hervey.
Harry Hervey est un écrivain et scénariste américain, né le 5 novembre 1900 à Beaumont (Texas), mort le 12 août 1951  à New York.

## Publications
- Caravans by Night, The Century Co, (New York), 1922
- The Black Parrot, The Century Co, (New York), 1923
- Where Strange Gods Call, The Century Co, (New York), 1924
- Ethan Quest : His Saga, Cosmopolitan Book Co (New York), 1925
- Travels in French Indo-China, Thornton Butterworth, London, 1928
- Red Ending, Horace Liveright (New York), 1929
- The Iron Widow, Horace Liveright (New York), 1931
- The Damned Don’t Cry, The Greystone Press (New York), 1939
- School for Eternity, G. P. Putnam's Sons (New York), 1941
- The Veiled Fountain, G. P. Putnam's Sons (New York), 1947
- Barracoon, G. P. Putnam's Sons (New York), 1950

## Filmographie
- 1927 : The Devil Dancer de Fred Niblo
- 1931 : The Cheat de George Abbott
- 1932 : Madame Butterfly de Marion Gering
- 1932 : A Passport to Hell de Frank Lloyd
- 1932 : Le Démon du sous-marin (Devil and the Deep) de Marion Gering
- 1932 : The Wiser Sex de Berthold Viertel et Victor Viertel
- 1932 : Shanghaï Express de Josef von Sternberg
- 1932 : Prestige de Tay Garnett
- 1933 : The Devil's in Love de William Dieterle
- 1934 : His Greatest Gamble de John S. Robertson
- 1936 : A Son Comes Home (en) d'Ewald André Dupont
- 1940 : Safari de Edward H. Griffith
- 1940 : En route vers Singapour (Road to Singapore) de Victor Schertzinger
- 1940 : L'Enfer vert (Green Hell) de James Whale
- 1942 : So's Your Aunt Emma! de Jean Yarbrough
- 1943 : Night Plane from Chungking de Ralph Murphy
- 1951 : Pékin Express (Peking Express) de William Dieterle